# Alessandro Minuto-Rizzo
Alessandro Minuto-Rizzo, italijanski diplomat, * 10. september 1940, Rim, Kraljevina Italija.
Minuto-Rizzo je v svoji karieri bil: drugi in prvi sekretar veleposlaništva Italije v ZDA (1972–75), svetnik na italijanskem veleposlaništvu na Češkem] (1975–80), veleposlanik Italije pri Zahodnoevropski zvezi (2000), namestnik generalnega sekretarja Nata (2001–2007) in v.d. generalnega sekretarja Nata (17. december 2003–1. januar 2004).